# Kobbfjärden
Kobbfjärden är en fjärd i Stockholms skärgård. Den utbreder sig mellan Svartlöga, Rödlöga och Rödlöga skärgård i norr och Kallskär och Ängskärs skärgård i söder.